# Gutu (Rumunia)
Gutu – wieś w Rumunii, w okręgu Mehedinți, w gminie Prunișor. W 2011 roku liczyła 78 mieszkańców.